# Югари
Югари (рос. Югары) — присілок в Варнавинському районі Нижньогородської області Російської Федерації.
Населення становить 34 особи. Входить до складу муніципального утворення Шудська сільрада.

## Історія
Від 2009 року входить до складу муніципального утворення Шудська сільрада.

## Населення
| 1999 | 2002 | 2010 |
| ---- | ---- | ---- |
| 80   | ↘46  | ↘34  |